# Побєдине
Побє́дине (до 1945 року — Алгази́-Конра́т; крим. Alğazı Qoñrat) — село Курманського району Автономної Республіки Крим.
Відстань від райцентру до населеного пункта становить 15 кілометрів по прямій.